# Тайбо, Вальтер
Вальтер Тайбо (исп. Walter Taibo; 7 марта 1931, Монтевидео — 10 января 2021) — уругвайский футболист и тренер, играл на позиции вратаря. Выступал, в частности, за клубы «Насьональ» и «Пеньяроль», а также за национальную сборную Уругвая.

## Клубная карьера
Вальтер — сын испанских эмигрантов Хосе Тайбо и Бригиды Мартинес, которые прибыли в Уругвай в 1919 году. Третий из четырёх братьев (кроме Вальтера, семья воспитала ещё Рауля, Хуана Карлоса и Нельсона). По завершении обучения в школе работал в отцовской пекарне в Серрито-де-ла-Виктории. На детско-юношеском уровне играл за «Эль-Конвенио», а в 14-летнем возрасте перебрался в «Белья Висту», в которой выступал с 1945 по 1949 год. Во время выступлений в команде сыграл также девять матчей на позиции полузащитника.
В 1949 году переехал в один из грандов уругвайского футбола «Насьональ». В 1950 году во время игры на «Парке Сентраль» против «Данубио» травмировал лёгкие, а уже во время своей первой зарубежной поездки в Порту-Алегри начал отхаркивать кровь. Из-за этого почти три года находился вне футбола, восстанавливая здоровье.
Вернулся на футбольное поле лишь в конце 1953 года, сыграв в трёх последних матчах чемпионата Уругвая (против «Ривер Плейта», «Пеньяроля» и «Рамплы Хуниорс»).
Под руководством Ондино Вьеры Тайбо вместе с «Насьоналем» выиграл чемпионат Уругвая в 1955, 1956 и 1957 годах. В 1958 году вместе со столичным клубом выиграл кубок Весы Эрреры.
В следующем году с «Насьоналем» отправился в европейское турне, где из 10 матчей уругвайцы проиграли лишь дважды (московскому «Динамо» и каталонской «Барселоне»). Несмотря на травму колена, вышел на поле в поединке против «Барселоны» и сыграл неудачно, из-за чего не состоялся его вероятный переход в каталонский клуб. В течение пяти лет был капитаном команды.
В 1959—1960 годах защищал цвета аргентинского клуба «Уракан», в футболке которого сыграл 41 матч. В 1961 году, а по другим источникам в 1962 году, перешёл в «Монтевидео Уондерерс», где выступал до 1966 года. Однако вскоре после своего перехода в команду сломал палец, из-за чего выбыл на пять месяцев. За период выступлений в «Уондерерс» стал победителем второго дивизиона чемпионата Уругвая. Существуют данные, что Вальтер в вышеуказанный период играл за «Насьональ», но сам футболист данную информацию опровергает. В 1966 году перешёл в «Пеньяроль», что было необычным событием, поскольку к тому времени Тайбо в течение многих лет был капитаном «Насьоналя», принципиального соперника «угольщиков». В 1966 году под руководством Роке Масполи выиграл Кубок Либертадорес и Межконтинентальный кубок. В следующем году стал чемпионом Уругвая. После этого выступал за «Суд Америку». В 1969 году защищал ворота «Атлетико Мар-де-Фондо», с которым выиграл третий дивизион чемпионата Уругвая и завоевал путёвку во второй дивизион. В следующем году играл в «Прогресо». В конце карьеры играл за «Насьональ» из города Кармело; здесь он завершил карьеру футболиста в 1975 году.

## Выступления за сборную
В 1955 году дебютировал в футболке национальной сборной Уругвая под руководством Хуана Карлоса Корассо. В составе сборной был участником чемпионата Южной Америки 1955 года в Чили, чемпионата Южной Америки 1957 года в Перу, на котором команда завоевала бронзовые награды, чемпионата Южной Америки 1959 года в Аргентине и чемпионата мира 1966 года в Англии (остался резервным вратарём, на Мундиале играл Ладислао Мазуркевич). Выходил на поле в стартовом составе в поединках квалификации чемпионата мира 1966 года против сборных Боливии и Перу.
Всего в течение карьеры в национальной команде, которая длилась 12 лет, провёл в её форме 30 матчей, пропустил 46 мячей.

## Карьера тренера
Во время и после завершения карьеры игрока тренировал клубы «Белья Виста», «Монтевидео Уондерерс», «Суд Америка», «Ривер Плейт» (Монтевидео), «Серро» и «Колон». Уже в 1962 году почти два месяца возглавлял «Белья Висту», а в 1965 году работал главным тренером «Монтевидео Уондерерс». В 1968 году работал а аналогичной должности в «Суд Америке». В 1975 году возглавил «Ривер Плейт» (Монтевидео), а в следующем году — «Серро». В 1981 году работал в должности главного тренера «Данубио».

## Достижения

### Как игрока
«Насьональ»
- Примера Уругвая
  - Чемпион (5): 1950, 1952, 1955, 1956, 1957
- Кубок Весы Эрреро
  - Обладатель (1): 1958

«Пеньяроль»
- Примера Уругвая
  - Чемпион: 1967
- Кубок Либертадорес
  - Обладатель: 1966
- Межконтинентальный кубок
  - Обладатель: 1966

«Монтевидео Уондерерс»
- Второй дивизион чемпионата Уругвая
  - Чемпион: 1962